# Marharyta Makhneva
Marharyta Makhneva ou Tsishkevich  (biélorusse : Маргарыта Рыгораўна Махнева (Цішкевіч)), née le 13 février 1992 à Khoïniki, est une kayakiste biélorusse spécialiste de la course en ligne.
Pour sa première participation aux Jeux olympiques de Londres en 2012, elle participe en individuel à l’épreuve du K1 500 m où elle sera disqualifiée en demi-finale pour ne pas avoir respecté son couloir et à l’épreuve du K1 500 m où elle sera aussi qualifiée en demi-finale mais battu au temps.
À partir de 2013, elle fait partie de l'équipe de Biélorussie qui sera classée plusieurs fois aux championnats du monde avec six podiums dont deux titres en 2015 aux mondiaux de Milan en K2 200 m et K4 500 m.
Aux Jeux olympiques d'été de 2016 à Rio de Janeiro, elle est médaillée de bronze de kayak à quatre en ligne 500 m avec Nadzeya Liapeshka, Volha Khudzenka et Maryna Litvinchuk